# Loma Alto de la Bandera
Loma Alto de la Bandera é uma montanha da República Dominicana, com 2842 m de altitude e 1512 m de proeminência topográfica. Devido à sua proximidade a Santo Domingo, o topo da montanha tem instaladas torres de telecomunicações, incluindo as que são usadas para controlo de tráfego aéreo do Aeroporto Internacional Las Américas.
Durante a ocupação da República Dominicana pelos Estados Unidos (1916–1924) a montanha foi mapeada e medida.